# Profeția: Revelația
Profeția: Revelația (titlu original: The Prophecy: Uprising) este un film de groază fantastic thriller din 2005 regizat de Joel Soisson. Rolurile principale au fost interpretate de actorii Doug Bradley, Sean Pertwee și  Kari Wuhrer. Este al patrulea film din Seria Profeția și primul film în care nu apare Christopher Walken.

## Prezentare
Există un vechi manuscris care încă se mai auto-scrie, manuscris numit Lexicon. Probabil profețește despre venirea Antihristului și se întâmplă să cadă în mâinile unei femei care nu bănuiește nimic. Acum, ea este urmărită de îngeri care intenționează să afle informațiile din manuscris. 

## Distribuție
- John Light – John Riegert / Satan
- Sean Pertwee – Dani Simionescu
- Kari Wuhrer – Allison
- Jason London – Simon
- Doug Bradley – Laurel
- Georgina Rylance – Calra
- Stephen Billington – Ion
- Dan Chiriac – Șerban
- Boris Petroff – Părintele Constantin
- Alin Cristea – Cantor
- Mihai Verbițchi – tatăl lui Allison[1]

## Producție
The Prophecy: Uprising și The Prophecy: Forsaken au fost filmate simultan în București.